# Pseudoanthidium beaumonti
Pseudoanthidium beaumonti är en biart som först beskrevs av Raymond Benoist 1950.  Pseudoanthidium beaumonti ingår i släktet Pseudoanthidium och familjen buksamlarbin. Inga underarter finns listade i Catalogue of Life.